# Louise McKinney
Louise McKinney (nacida Louise Crummy; 22 de septiembre de 1868 – 10 de julio de 1931) fue una política feminista y activista social canadiense. Fue la primera mujer en jurar el cargo ante la Asamblea Legislativa de la provincia de Alberta, así como la primera mujer elegida para una legislatura en Canadá y el Imperio británico. Ocupó una banca en el parlamento entre 1917 y 1921 como militante de la Liga No Partisana, que en ese entonces se encontraba en la oposición. Más adelante formó parte de «Las cinco famosas», junto a Nellie McClung e Irene Parlby, entre otras. El grupo defendía el derecho de la mujer a ocupar cargos parlamentarios. McKinney había ejercido la docencia y también había formado parte del movimiento por la Templanza antes de trasladarse a Alberta en 1903, donde poseía una finca.

## Biografía

### Carrera política

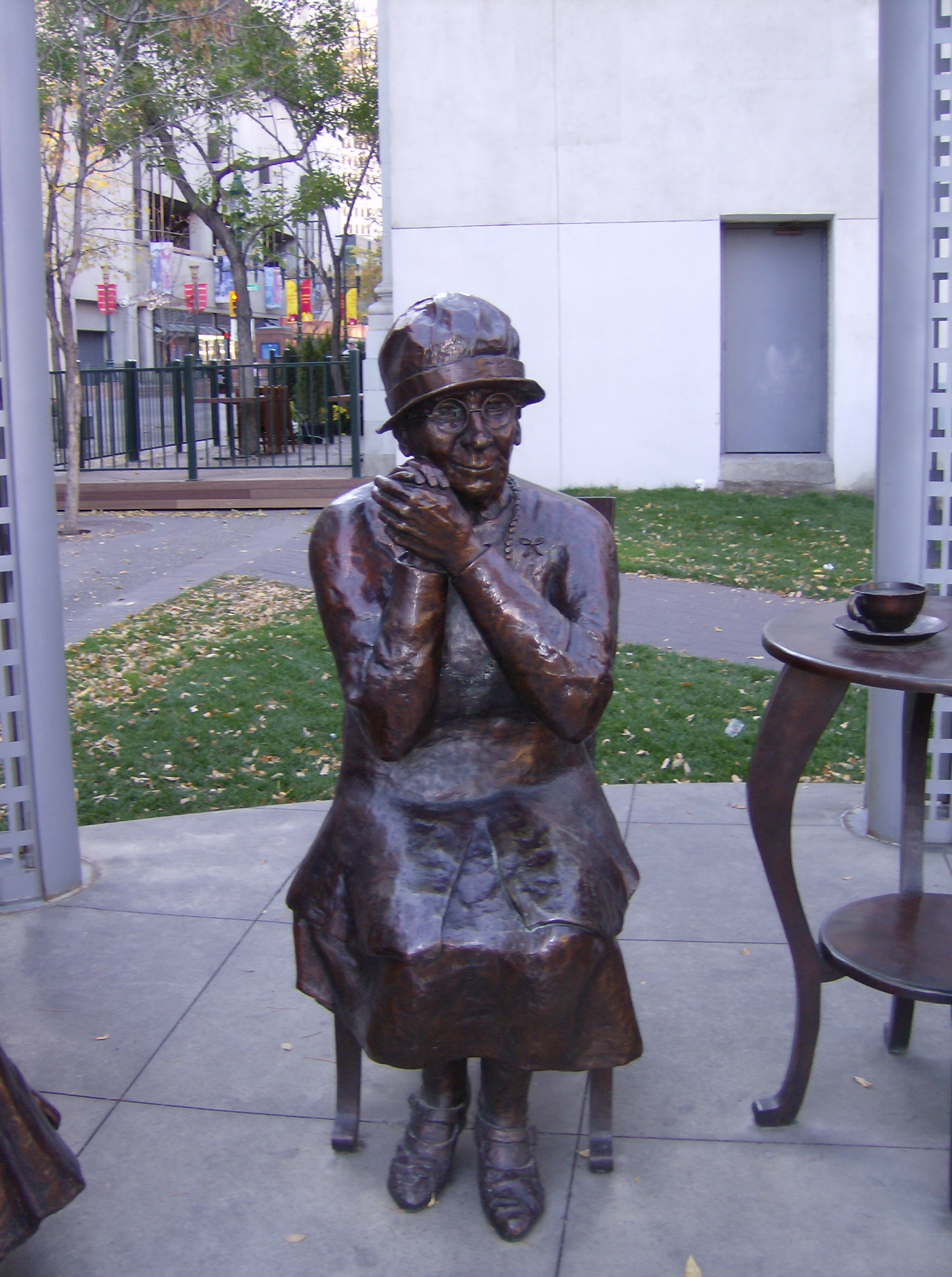
Estatua en memoria de Louise McKinney en Calgary, Alberta.

McKinney se postuló como candidata al Senado en las elecciones generales de Alberta de 1917. Ganó el recuento de votos en el distrito de Claresholm al imponerse por la mínima al candidato del Partido Liberal de Alberta, William Moffat.
McKinney defendió la templanza, la moderación, la educación, un estricto control sobre las bebidas espirituosas, los derechos de la mujer a poseer propiedad, la adopción y reforma del Acta de Dower y el control del gobierno sobre los silos y molinos. Fue una de las únicas dos mujeres electas a la Asamblea Legislativa de Alberta, junto a Roberta MacAdams.
Se presentó a las elecciones por segunda vez en 1921, aunque en esta ocasión lo hizo en representación de los Agricultores Unidos de Alberta. No consiguió vencer al candidato de Agricultores Independientes, Thomas Milnes.
McKinney fue una de «Las cinco famosas» (también conocidas como «Las cinco valientes»), grupo que completaban Irene Parlby, Henrietta Muir Edwards, Emily Murphy y Nellie McClung.

## Legado
En 1939, y a título póstumo, el gobierno de Canadá la nombró personaje de relevancia histórica nacional. En la oficina de correos del distrito de Claresholm, Alberta, hay una placa conmemorativa. El célebre "Caso Personas" fue registrado como acontecimiento de relevancia histórica nacional en 1997. Asimismo, en octubre de 2009 el Senado de Canadá votó a favor de nombrar a McKinney y al resto de «Las cinco famosas» primeras senadoras honorarias del país. Falleció en Claresholm, Alberta, en 1931, apenas dos años después de la victoria del Caso Personas.